# Histoires de bicyclettes
Pour plus de détails, voir Fiche technique et Distribution.
Histoires de bicyclettes est un court-métrage français réalisé par Émile Roussel, sorti en 1953. 

## Synopsis
Jetés dans le camion d'un ferrailleur, des vélos racontent ce qu'ils ont vécu avec leurs propriétaires respectifs : un enfant dans un quartier, un champion cycliste et un facteur rural.

## Fiche technique
- Titre : Histoires de bicyclettes
- Réalisation : Émile Roussel
- Scénario : Gilbert Bokanowski
- Commentaire : Guy Lionel
- Photographie : Roger Fellous, assisté de Maurice Fellous
- Musique : Hubert Rostaing, Jerry Mengo et Pierre Spiers
- Montage : Jean-Louis Levi-Alvarès
- Société de production : Les Productions CLM (Courts et Longs Métrages)
- Producteur : Clément Duhour
- Pays d'origine :  France
- Format : Court métrage - Noir et blanc - 1 x 1,37
- Système sonore : mono
- Durée : 31 minutes
- Date de sortie : 1953

## Distribution
- Jean Carmet
- Jean-Pierre Dami
- Michel Malloire
- Jean Chantrelle